# Alphaville
Алфавил је немачки музички састав, веома популаран током осамдесетих година. Алфавил су 1982. године у Минстеру основали Маријан Голд (рођен као Хартвиг Ширбаум 26. маја 1954), Бернард Лојд (рођен као Бернард Геслинг 2. фебруара 1960) и Франк Мертенс (рођен као Франк Зоргац 26. октобра 1961), под првобитним именом Forever Young. Алфавил су свирали синт-поп и музику Новог таласа. Најпознатији су по своја два велика светска хита, Big in Japan и Forever Young.

## Историјат
1984. године Алфавил издају свој првенац, сингл Big in Japan, потом Sounds like a Melody и Forever Young, и убрзо и албум Forever Young. Песме се такорећи преко ноћи редом пењу на врхове поп и диско лествица и група добија светску препознатљивост. И поред вртоглавог успеха, Франк Мертенс крајем године напушта састав, а замењује га почетком 1985. Рики Ехолет (рођен као Волфганг Нојхаус 6. августа 1960). 1985. излази четврти сингл The Jet Set, а 1986. Алфавил издаје прво Dance With Me, а потом и други албум Afternoons in Utopia, који су продуцирали Питер Волш (Скот Вокер, Симпл Мајндс) и Стив Томпсон (А-Ха, Дејвид Боуи). У јуну излази Afternoons заједно са синглом Universal Daddy, а у децембру Jerusalem. Са албумом The Breathtaking Blue 1989. (са Клаусом Шулцеом) мењају стил ка мешавини најразличитијих стилова, рока, класике, блуза и џеза. Уместо појединачних спотова, за Алфавил су девет продуцената, међу којима и Годфри Ређо (Koyaanisqatsi), снимили читав филм под називом Songlines заснован на песмама са албума. Успех првог сингла се међутим није поновио.
Након „најбоље-од“ албума First Harvest 1992, до тада најамбициознији подухват групе, Prostitute, који је још једном драстично проширио стилске оквире Алфавила, уследио је тек 1994. Композитор и аранжер Рајнер Блос се по први пут јавља као такорећи незванични четврти члан састава. 1995. године, после десет година искључиво студијског рада, почињу и прве туре Алфавила, током којих се Британац Мартин Листер устаљује као додатни клавијатуриста. 1997. године излази пети студијски албум Salvation, као повратак синт-поп коренима групе и последњи у саставу Голд, Лојд, Ехолет (Рики је састав напустио крајем године). У јануару 1999. године издају антологију Dreamscapes на 8 ЦД-ова (углавном новог и раније неиздаваног материјала, миксова и живих извођења). Након турнеја широм света, излази 2000. године албум Stark Naked and Absolutely Live и 2001. ремикс албум Forever Pop и DVD са снимцима првих концерата у Сједињеним државама одржаним у Солт Лејк Ситију (Јута).
2001. и 2002. године Алфавил су целокупну продукцију свог новог материјала постављали на Интернет, одакле ју је умрежена публика могла бесплатно пратити и коментарисати од почетака све до коначних облика. Резултат овог подухвата била су 4 ЦД-а под називом CrazyShow (или Dreamscapes 9-12) издата 2003. Бернард Лојд није учествовао у изради овог албума и убрзо по његовом изласку, 18. марта 2003, је објавио да напушта групу. Тренутно, језгро Алфавила чине Маријан Голд (вокал), Мартин Листер (клавијатуре), Дејвид Гудс (гитаре) и Пирсон Гренџ (бубњеви).
Бернард Лојд (као Atlantic Popes) и Маријан Голд су издавали и самосталне албуме. Франк Мертенс ради на музичком пројекту под називом Maelstrom.

## Дискографија
- 1984: Forever Young
- 1986: Afternoons in Utopia
- 1988: The Singles Collection
- 1989: The Breathtaking Blue
- 1992: First Harvest 1984-92
- 1994: Prostitute
- 1997: Salvation
- 1999: Dreamscapes (8 ЦД-ова)
- 1999: Visions of Dreamscapes (у Бразилу)
- 1999: Flame
- 1999: Salavation (у САД)
- 2000: Stark Naked and Absolutely Live
- 2001: Forever Pop
- 2003: CrazyShow (4 ЦД-а)
- 2003: CrazyShow Excerpts

### Хит-синглови
- Big in Japan (1984), #1. у Немачкој, #1. у САД
- Sounds Like A Melody (1984), #3. у Немачкој
- Forever Young (1984), #1. у Немачкој
- Jet Set (1985), #11. у Немачкој
- Dance With Me (1986), #1. у Немачкој
- Universal Daddy (1986), #36. у Немачкој
- Jerusalem (1987), #57. у Немачкој
- Romeos (1989), #45. у Немачкој
- Fools (1994), #70. у Немачкој